# Église de la Très Sainte Trinité, Mamaroneck
 (avril 2025).
L'église Most Holy Trinity, située sur Boston Post Road, est une église catholique romaine historique de la paroisse de rite latin de Most Holy Trinity-Saint Vito dans l'archidiocèse de New York, à Mamaroneck (village, New York).

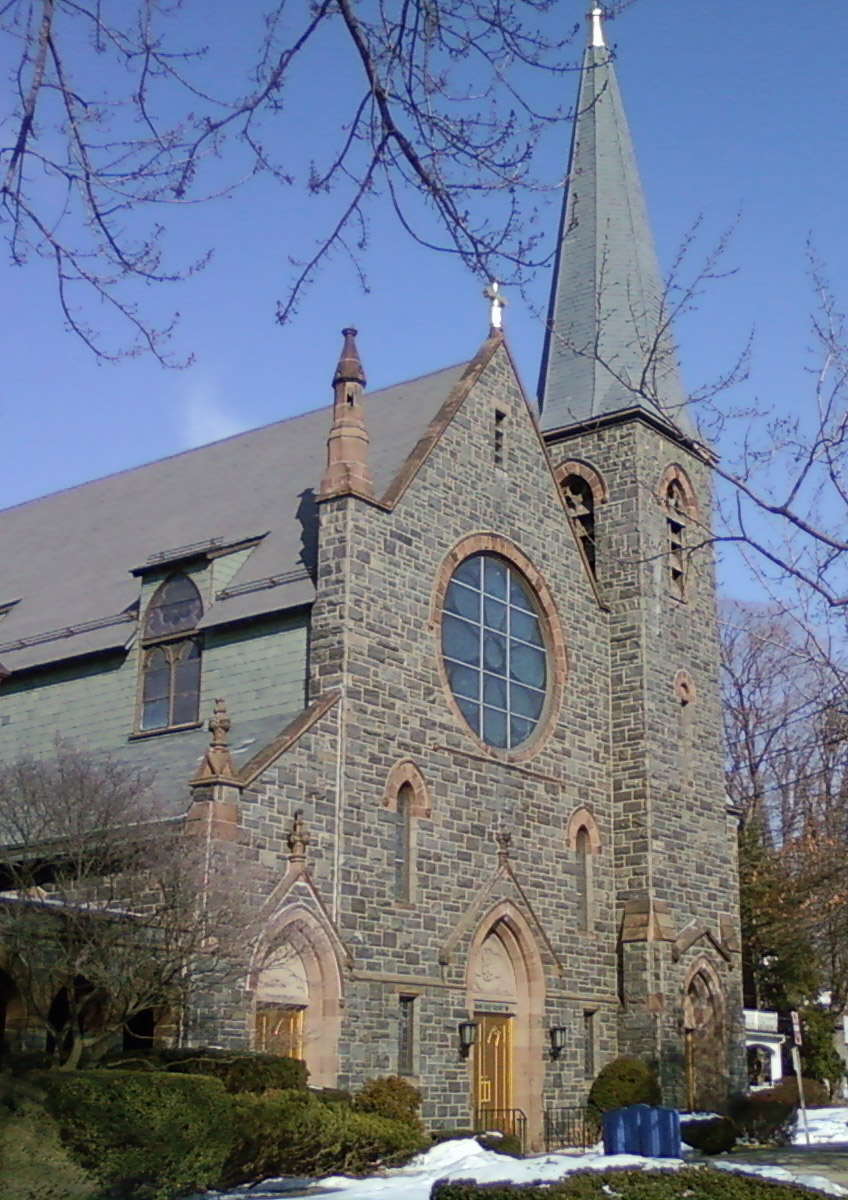
Holy Trinity

## Histoire paroissiale
L'église Most Holy Trinity a commencé sous le nom déglise St. Thomas, construite en 1867. C'était une mission de l'église Blessed Sacrament à New Rochelle, New York. La mission est devenue une paroisse en 1874, puis l'église actuelle a été construite en 1885 et rebaptisée Most Holy Trinity.
La Très Sainte Trinité était à l'origine connue sous le nom d'église Saint-Thomas lorsqu'elle se trouvait au coin de Spruce Street et de Boston Post Road. Le fondateur, le révérend Thomas McLaughlin, était pasteur à New Rochelle et visitait la région de Mamaroneck une fois par mois en chariot pour s'occuper de tous les détails paroissiaux. Au cours de son mandat, 12 églises ont été construites sur le territoire d'origine de sa juridiction et Mamaroneck en faisait partie. C'était une vieille tradition que le père McLaughlin visitait Mamaroneck une fois par mois, disant la messe dans des maisons privées et dans la « Vieille Maison Rouge » qui se trouvait au bord de la rivière Mamaroneck près de Prospect Avenue, à l'arrière de la Hook and Ladder Company. Pendant ce temps, les baptêmes, confirmations, premières communions et mariages des catholiques de Mamaroneck ont eu lieu à New Rochelle dans une église appelée Saint Matthews, la première église catholique de New Rochelle. Cette église fut plus tard nommée Saint-Sacrement.
L'un des premiers curés de la paroisse, le révérend Isidore Meister, était responsable de la construction d'une nouvelle église en pierre. Les paroissiens ont aidé à collecter et à économiser de l'argent et le projet a été achevé en 1886. Le nouveau bâtiment a été inauguré le dimanche 15 août 1886 par l'archevêque Corrigan. Depuis lors, les pasteurs successifs ont travaillé pour enrichir la paroisse d'une école, d'un couvent, d'un presbytère et d'un gymnase.
L'école paroissiale Most Holy Trinity (1re-8e année), bâtiment actuel érigé en 1928, était dirigée par les Sœurs de la Charité de New York. À sa création, les sœurs, vivant au centre de retraite Saint Vincent (actuellement l'hôpital), voyageaient d'avant en arrière à Surrey, conduites par le gardien de l'église, Patrick Murphy. Elles ont fait la navette pendant 28 ans jusqu'à ce qu'un couvent soit construit sur place en 1914. Les Sœurs Franciscaines de Hastings ont également enseigné à l'école. L'école a fermé ses portes en 1987.
Le 2 novembre 2014, l'archidiocèse de New York a annoncé dans le cadre de sa série de fermetures d'églises « Making All Things New » que la paroisse Most Holy Trinity serait fusionnée avec la paroisse de Saint Vito également située à Mamaroneck, New York. Depuis août 2015, l'église fait partie de la paroisse nouvellement formée de la Très Sainte Trinité-Saint Vito, sans messes régulières programmées à l'église de la Très Sainte Trinité. La paroisse est desservie par les Chevaliers de Colomb, Conseil 2247.

## Architecture et construction
N. J. O'Connor était l'architecte. Charles Worden de Rye avec John Sheehan & Co. et P. Sheridan étaient les maçons de l'église. La pierre utilisée était la pierre Blue Byram et la pierre brune. Les charpentiers étaient George Burger et P. Sheridan.

### Art religieux et vitraux
L'église Most Holy Trinity est connue pour ses magnifiques vitraux. Les fenêtres représentent les éléments suivants :
Côté gauche de l'église (de l'avant vers l'arrière) : L'Annonciation (zone du Tabernacle), 
Autel de la Sainte Trinité

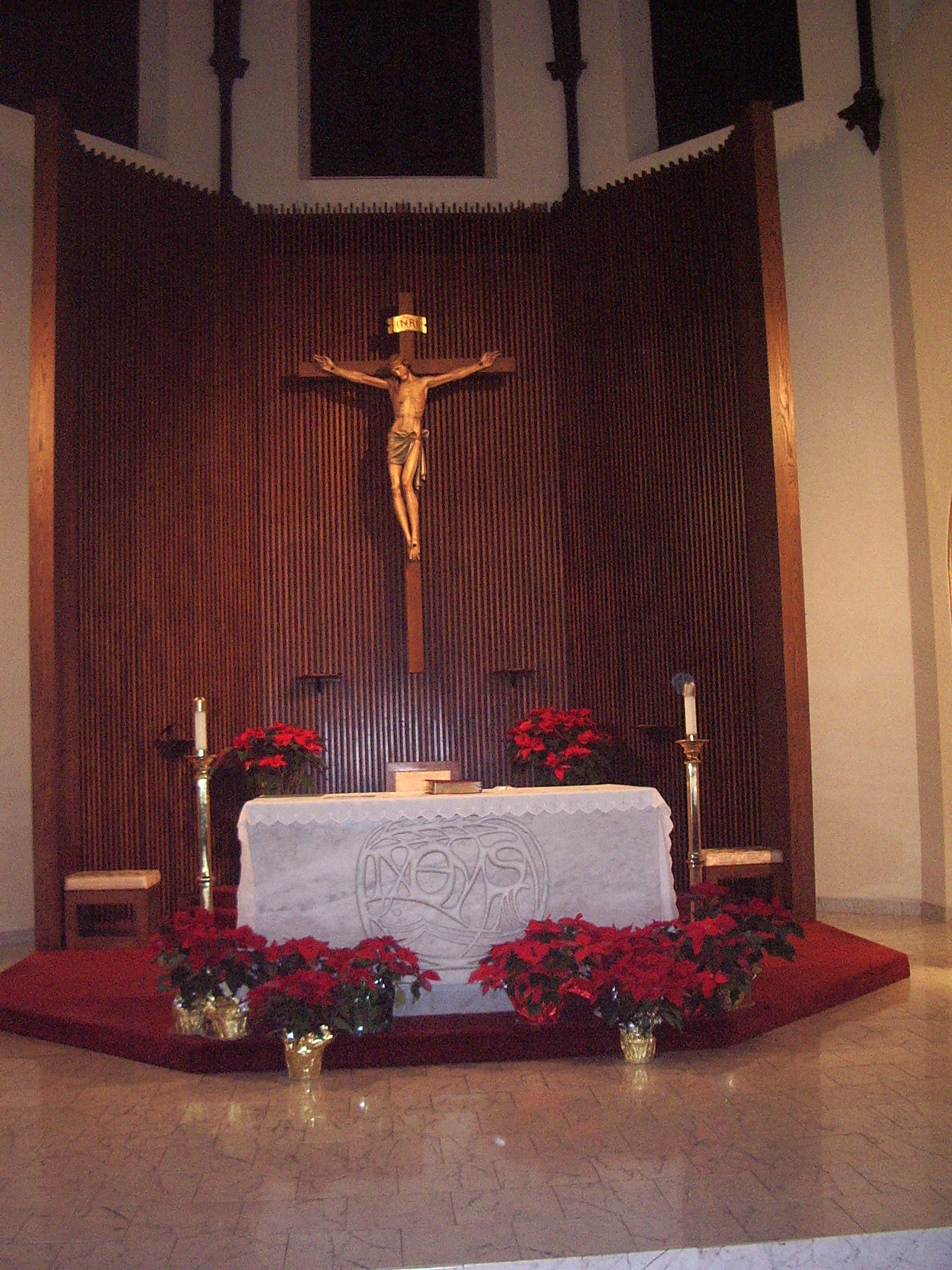
Holy Trinity Altar

Saint Étienne, sainte Elisabeth de Hongrie, saint Joseph avec l'enfant Jésus, sainte Anne avec l'enfant Marie et saint Isidore le Fermier.
Côté droit de l'église (de l'avant vers l'arrière) : Sainte Catherine d'Alexandrie (zone du baptême), Sainte Brigitte de Suède, Saint Patrick, Sainte Catherine d'Alexandrie, Saint Pierre, Sainte Gertrude la Grande et Saint Philippe.
Au-dessus de l'autel (de gauche à droite) : saint Athanase, saint Jérôme, saint Augustin, saint Ambroise, la Sainte Trinité (au centre), saint Matthieu, saint Jean l'Évangéliste, saint Isidore de Séville et saint Thomas d'Aquin.
Niveau du toit (côté gauche, d'avant en arrière) : Remise des clés de Saint Pierre, du Sermon sur la montagne et de Jésus guérissant les malades.
Niveau du toit (côté droit, d'avant en arrière) : L'Annonciation, la Nativité et la découverte de Jésus dans le Temple

## Pasteurs
Le premier pasteur de Holy Trinity fut le père Christopher A. Farrell, de 1874 à 1876, suivi du père Isidore Meister de 1876 à 1913, et du père Joseph P. Donahue, de 1913 à 1924, qui devint finalement évêque et vicaire général de l'archidiocèse.
Parmi les autres anciens pasteurs figurent : le père Thomas P. Phelan, le père Francis J. Heaney, le père Thomas B. Kelly, de 1942 à 1952, qui avait été le confesseur de Rose Hawthorne, fille de Nathaniel Hawthorne et fondateur des Servants of Relief for Incurable. Cancer, Mgr. George C. Ehardt 1952 à 1969, Mgr. Thomas Darby, 1969 à 1976, et Mgr. John Mulroy, 1976 à 1989. Le père Joseph F. Irwin[5] a été nommé à Mamaroneck en 1989. Il a été remplacé par le père Robert P. Henry en 2012, qui a servi jusqu'à la fusion en 2015.
Il a été rapporté que le père Francis P. Duffy avait servi à Most Holy Trinity au début du XXe siècle (Duffy était connu comme l'aumônier du 69e régiment de combat pendant la Première Guerre mondiale).
Le père Joseph Tierney est l'actuel curé de la paroisse Most Holy Trinity-Saint Vito.

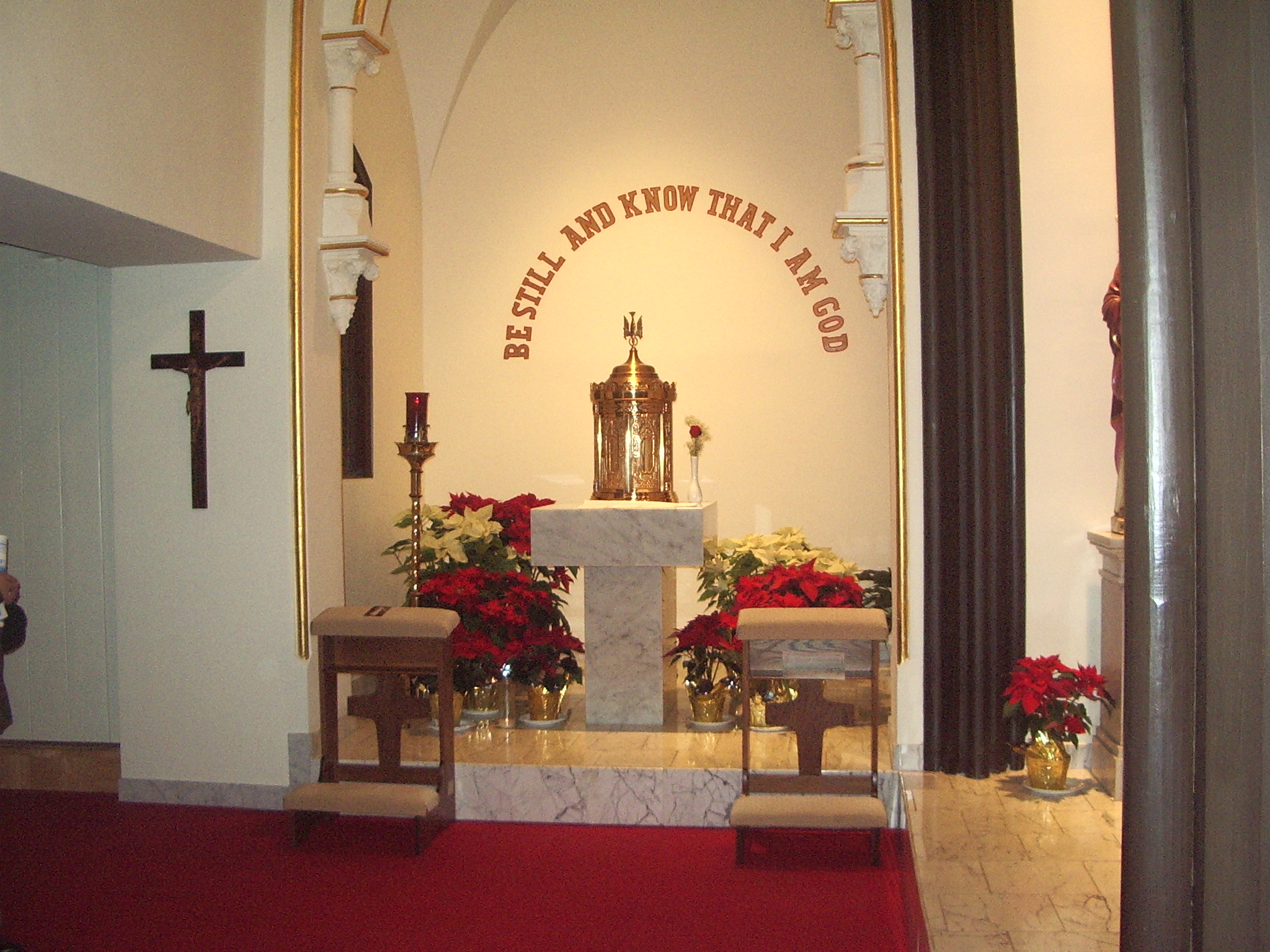
Holy Trinity Tabernacle